# Crenigomphus denticulatus
Crenigomphus denticulatus – gatunek ważki z rodziny gadziogłówkowatych (Gomphidae). Endemit Etiopii.